# Невё, Патрис
Патрис Невё (фр. Patrice Neveu; род. 29 марта 1954, Пре-Сент-Эвру) — французский футболист, выступавший на позиции полузащитника, и футбольный тренер.

## Биография

### Карьера игрока
Начал заниматься футболом в детской команде «КС Боннваль». На взрослом уровне начал выступления в 1971 году в клубе третьего дивизиона «Шатодён», который тогда тренировал бывший игрок сборной Франции Эдуар Стако. В 18-летнем возрасте Невё сыграл свой первый официальный матч против клуба «Ванн».
В 1975 году, после службы во французской армии, футболист перешёл в клуб «Ангулем» по приглашению тренера Анри Скиба. В составе «Ангулема» Невё провёл один сезон, за это время сыграл 15 матчей во втором дивизионе.
В дальнейшем полузащитник выступал за французские клубы низших дивизионов. В течение восьми лет играл за «ЕС Ла-Рошель» и был капитаном команды. Завершил игровую карьеру в 1989 году в возрасте 35 лет.

### Карьера тренера
Ещё во время своей игровой карьеры Невё окончил тренерские курсы и получил лицензию тренера, стажировался у таких известных специалистов как Габи Робер и Жерар Улье. Начал тренерскую карьеру в любительском клубе «Сен-Мартен-де-Ре».
В 1991 году возглавил вновь созданный клуб «Фонтенэ-ле-Конт» и тренировал его в течение семи с половиной сезонов, за это время дважды (1992 и 1997) приводил клуб к победе в зональном турнире пятого дивизиона, а в 1996 году привёл к победе в региональном кубке.
В декабре 1998 года Невё возглавил свой бывший клуб «Ангулем», сменив Эрика Герита. В том сезоне клуб неудачно выступил в турнире третьего дивизиона, заняв последнее, 18-е место, но в Кубке Франции смог добраться до четвертьфинала. В июле 1999 года тренер покинул команду.
После своего относительного успеха в Кубке Франции тренер был замечен более авторитетными специалистами. Летом 1999 года Филипп Труссье рекомендовал Невё на должность тренера марокканского клуба «АС Сале», однако там он поработал недолгое время. В том же 1999 году Невё возглавил тунисский клуб «Меденин», где на посту тренера сменил француза Робера Бюига. Позднее Невё был назначен техническим директором сборной Нигера.
В 2002 году тренер перебрался в Китай и возглавил молодёжную команду клуба «Далянь Шидэ», под названием «Чжухай». В составе команды было много юных футболистов из Африки, которых Невё должен был адаптировать к китайскому футболу. В следующем сезоне эта команда под названием «Чжухай Аньпин» уже выступала среди взрослых и заняла восьмое место в первой лиге Китая.
В 2004 году Невё вернулся в Африку и получил назначение главным тренером сборной Гвинеи. В команде в то время блистали Паскаль Фейндуно, Фоде Мансаре, Каба Диавара, Исмаэль Бангура. Тренер вывел свою команду в финальную стадию Кубка африканских наций 2006, а на самом турнире гвинейцы выиграли все три матча группового этапа. В четвертьфинале соперниками гвинейцев стали соседи из Сенегала, в принципиальном матче слоны нации уступили со счётом 2:3. После окончания турнира контракт с тренером продлевать не стали. За время работы Невё со сборной Гвинеи она поднялась в рейтинге ФИФА с 92 на 22 место.
В 2007 году Невё недолгое время работал с египетским «Исмаили» и марокканским «МА Тетуан». В 2008 году возглавил сборную ДР Конго и получил задачу вывести её на ЧМ-2010, однако ещё на предварительном этапе команда уступила египтянам и малавийцам и не прошла в следующую стадию.
В августе 2010 года назначен тренером дебютанта чемпионата Египта «Смуха» из Александрии, но уже в декабре после неудачных выступлений отправлен в отставку.
С января 2012 года работал со сборной Мавритании, одной из слабейших команд мира, занимавшей на тот момент 206-е место в рейтинге ФИФА. Большая часть игроков сборной представляла национальный чемпионат и почти никто не играл в Европе. Тем не менее тренеру удалось впервые в истории вывести команду в финальную часть чемпионата африканских наций 2014, но на самом турнире команда уступила во всех трёх матчах. В августе 2014 года, после поражения от Уганды в отборочных матчах Кубка африканских наций 2015, подал в отставку. За три года работы Невё в Мавритании сборная поднялась с 206 на 133 место в рейтинге ФИФА.
22 декабря 2015 года назначен тренером сборной Гаити. Под его руководством сборная отобралась на Кубок Америки 2016, одержав победу в отборочном матче над Тринидадом и Тобаго. В финальной части Кубка Америки гаитянцы проиграли все три матча группового турнира.